# 松田保 (医学者)
松田保（まつだ たもつ、1933年11月1日 - 2016年9月10日）は、日本の医学者。血液疾患が専門。

## 人物
石川県金沢市出身。1958年金沢大学医学部卒、1963年同大学院博士課程修了、医学博士。金沢大助手、1972年東京都老人総合研究所、東京都養育院附属病院、1984年金沢大学医学部教授。97年定年退官、名誉教授。
1976年にベルツ賞2等賞を受賞し、またSFが好きで、1991年金沢で行われた日本SFコンベンションで講演し、暗黒星雲賞を受賞。

## 著書
- 『DIC症候群』中外医学社 1976年
- 『DICの臨床』新興医学出版社 最新医学文庫 1983年
- 『t-PA』ライフ・サイエンス 1991年
- 『止血・血栓の臨床』新興医学出版社 1996年
- 『DICの臨床 播種性血管内凝固の臨床』新興医学出版社 1997年
- 『キリンの血圧はなぜ高い 血液学最前線』小学館文庫 1999年

### 共編著
- 『わかりやすいDIC 血栓と出血』編集 羊土社 1981年
- 『DIC 基礎と臨床』編集企画 金原出版 内科mook 1986年
- 『血液疾患診療マニュアル』編著 中外医学社 1989年
- 『図説内科診断治療講座 第6巻 出血傾向』編 メジカルビュー社 1989年
- 『DICと多臓器障害』高久史麿、森岡恭彦共編 現代医療社 1990年
- 『抗血栓薬療法』延吉正清共編 南江堂 1991年

## 論文・寄稿文
- 宮保進, 古谷浩昭, 小竹要, 松田保「発作性夜間血色素尿症の1例」『臨床血液』第1巻第12号、日本血液学会、1960年、855-859頁、doi:10.11406/rinketsu.1.855、ISSN 0485-1439、NAID 130004917265。
- 村上元孝, 上田好雄, 松田保, 梅田俊彦, 太田五六「著しい栓球増多と血栓多発をきたした腎癌の剖検例」『臨床血液』第3巻第1号、日本血液学会、1962年、52-59頁、doi:10.11406/rinketsu.3.52、ISSN 0485-1439、NAID 130004918769。
- 村上元孝, 上田好雄, 松田保, 梅田俊彦「Osler病様細血管拡張を伴つた先天性血管障害の1例」『臨床血液』第3巻第3号、日本血液学会、1962年、212-217頁、doi:10.11406/rinketsu.3.212、ISSN 0485-1439、NAID 130004918787。
- 村上元孝, 松田保, 西野哲夫, 平丸三樹, 万見新太郎, 高瀬雅子「研究 心筋硬塞と血液凝固」『心臓』第1巻第11号、Japan Heart Foundation、1969年、1131-1140頁、doi:10.11281/shinzo1969.1.11_1131、ISSN 0586-4488、NAID 130004410314。
- 村上元孝, 松田保, 万見新太郎, 平丸三樹, 大江国広「Ellagic acid の凝血・線溶系に及ぼす影響」『血液と脈管』第1巻第6号、日本血栓止血学会、1970年、857-864頁、doi:10.2491/jjsth1970.1.857、ISSN 0386-9717、NAID 130004092326。
- 松田保「Hypercoagulability と血栓」『血液と脈管』第1巻第4号、日本血栓止血学会、1970年、485-495頁、doi:10.2491/jjsth1970.1.485、ISSN 0386-9717、NAID 130004260404。
- 村上元孝, 松田保, 恩地一彰, 万見新太郎, 梅田俊彦, 西野哲夫, 平丸三樹, 高瀬雅子, 横山鉄夫「先天性第VII因子欠乏症の2家系」『臨床血液』第11巻第3号、日本血液学会、1970年、388-396頁、doi:10.11406/rinketsu.11.388、ISSN 0485-1439、NAID 130004497383。
- 村上元孝, 松田保, 万見新太郎, 平丸三樹「Trasylol の線溶・凝血系に及ぼす影響」『血液と脈管』第2巻第3号、日本血栓止血学会、1971年、411-417頁、doi:10.2491/jjsth1970.2.411、ISSN 0386-9717、NAID 130004261420。
- 松田保, 長谷田恭子「フィブリン体分解産物の臨床」『臨床化学』第2巻第1号、日本臨床化学会、1973年、81-88頁、doi:10.14921/jscc1971b.2.1_81、ISSN 0370-5633、NAID 130003357654。
- 山崎義亀与, 松田保, 黒田満彦, 内田健三, 嶋田千恵子, 大谷逸子, 村上元孝, 北川正信「血栓性血小板減少性紫斑病の1例」『臨床血液』第14巻第1号、日本血液学会、1973年、81-87頁、doi:10.11406/rinketsu.14.81、ISSN 0485-1439、NAID 130004917387。
- 小竹要, 大江国広, 長谷田恭子, 吉野公明, 万見新太郎, 黒田満彦, 松田保, 竹田亮祐, 村上元孝「腎不全の血小板異常」『臨床血液』第15巻第5号、日本血液学会、1974年、487-494頁、doi:10.11406/rinketsu.15.487、ISSN 0485-1439、NAID 130004917498。
- 松田保「Plasminogen-Free Fibrin Plateを用いた線溶能の測定」『臨床病理』第23巻第11号、日本臨床検査医学会、1975年11月、p905-908、ISSN 00471860、NAID 40003794441。
- 山之内博, 東儀英夫, 亀山正邦, 村上元孝, 松田保「脳硬塞頭蓋内出血発作前後における末梢血液のヘマトクリツト値ヘモグロビン値赤血球数血清総蛋白値の変動」『日本老年医学会雑誌』第13巻第4号、日本老年医学会、1976年、207-214頁、doi:10.3143/geriatrics.13.207、ISSN 0300-9173、NAID 130003651182。
- 松田保, 児玉直子, 秀野啓子, 小河原緑, 松崎俊久, 村上元孝, 山之内博「老年者の血液粘度」『血液と脈管』第7巻第2号、日本血栓止血学会、1976年、146-150頁、doi:10.2491/jjsth1970.7.146、ISSN 0386-9717、NAID 130004261923。
- 松田保, 村上元孝「動脈硬化と血液凝固性促進」『動脈硬化』第3巻第4号、Japan Atherosclerosis Society、1976年、447-455頁、ISSN 0386-2682、NAID 130004884961。
- 松田保「血管内凝固症候群(DIC)」『臨床血液』第17巻第11号、日本血液学会、1976年、1139-1152頁、doi:10.11406/rinketsu.17.1139、ISSN 0485-1439、NAID 130004917560。
- 村上元孝, 松田保「血液凝固と脳卒中 (脳卒中特集)」『臨牀と研究』第54巻第11号、大道学館出版部、1977年11月、p3506-3511、ISSN 00214965、NAID 40003783071。
- 松田保, 小河原緑, 平林直子, 関俊子, 横内正利, 村上元孝, 島田馨, 三船順一郎「血管内凝固症候群とショック」『血液と脈管』第9巻第2号、日本血栓止血学会、1978年、208-212頁、doi:10.2491/jjsth1970.9.208、ISSN 0386-9717、NAID 130004262116。
- 松田保, 小河原緑, 三浦玲子, 関俊子, 横内正利「血液粘度の低温における変化とその意義」『血液と脈管』第12巻第1号、日本血栓止血学会、1981年、13-15頁、doi:10.2491/jjsth1970.12.13、ISSN 0386-9717、NAID 130004260581。
- 松田保, 山之内博「動脈硬化の成因をめぐって」『動脈硬化』第9巻第4号、Japan Atherosclerosis Society、1981年、543-549頁、ISSN 0386-2682、NAID 130004885481。
- 松田保「血漿中のプラスミノゲンの活性と抗原性の比較」『臨床病理』第30巻第3号、日本臨床検査医学会、1982年3月、p311-314、ISSN 00471860、NAID 40003795432。
- 松田保, 小河原緑, 三浦玲子, 関俊子「老人ホーム在住者の凝固線溶能の経年変化」『血液と脈管』第15巻第2号、日本血栓止血学会、1984年、207-209頁、doi:10.2491/jjsth1970.15.207、ISSN 0386-9717、NAID 130004260933。
- 越野健, 松田保「カルシウム拮抗剤の循環器疾患以外への応用」『ファルマシア』第21巻第1号、日本薬学会、1985年、42-45頁、doi:10.14894/faruawpsj.21.1_42、ISSN 0014-8601、NAID 110003657583。
- 石崎武志, 服部絢一, 松田保, 宮保進, 越野健, 藤村政樹, 岡藤和博, 南真司, 金森一紀, 佐賀務, 舟田久「血液疾患と肺真菌感染症 特にアスペルギルス肺炎の診断を主として:特にアスペルギルス肺炎の診断を主として」『日本胸部疾患学会雑誌』第23巻第1号、日本呼吸器学会、1985年、86-97頁、doi:10.11389/jjrs1963.23.86、ISSN 0301-1542、NAID 130003675645。